# Emozioni/Anna
Emozioni/Anna è il nono singolo da interprete di Lucio Battisti, pubblicato in Italia nel 1970.

## Descrizione
I due brani sono arrangiati da Gian Piero Reverberi, e vennero poi inseriti nell'album Emozioni.

### Emozioni
Il singolo si apre con "Emozioni", un brano melodico divenuto un classico della musica italiana e della produzione battistiana. Il testo è uno dei più famosi scritti da Mogol, una riflessione interiore di un uomo, la sua rabbia e il suo dolore che si manifestano dentro di lui, le sue emozioni, che solo lui può sentire. Si trova inoltre al primo posto nella classifica delle 200 canzoni più belle nella storia della musica italiana secondo Rolling Stones. 

### Anna
Il lato B del singolo è "Anna", una ballata di grido del protagonista desideroso di questo grande amore, Anna appunto. Il brano presenta una sobria melodia di sottofondo in aggiunta a cori che seguono la voce del cantante, la quale dà voce ai suoi desideri irrealizzabili. La voce di Battisti è triste e cupa nella strofa, per poi sfociare in un grido di rabbia nel ritornello che evoca i suoi ricordi degli splendidi momenti passati con Anna. Il ritornello divenne un tormentone tra i giovani, e il brano risultò il 6º più venduto nell'anno. Un campionamento della canzone viene usato anche nella traccia "intro" dell'album Jewelz del rapper statunitense O.C. , mentre il ritornello cantato Cosa voglio di più viene usato come sample nella canzone di Maxi B del 2010 Cosa voglio di più, estratta dall'album Invidia.

## Formazione[5]
- Lucio Battisti – voce, chitarra classica in Emozioni, chitarra acustica in Anna'
- Flavio Premoli – tastiera e tamburello
- Dario Baldan Bembo – organo in Anna
- Franco Mussida – chitarra classica in Emozioni, chitarra acustica in Anna
- Alberto Radius – chitarra elettrica in Anna
- Giorgio Piazza – basso
- Franz Di Cioccio – batteria
- Roberto Fassio - flauto in Emozioni
- I Musicals – cori

## Hit parade
Il singolo raggiunse il primo posto della classifica italiana:
- Emozioni: fu il 69º singolo più venduto del 1970[6]
- Anna: fu il 6º singolo più venduto del 1970[6]

| Nº | Settimana        | Posizione |
| -- | ---------------- | --------- |
| 1  | 14 novembre 1970 | 9         |
| 2  | 21 novembre 1970 | 5         |
| 3  | 28 novembre 1970 | 1         |
| 4  | 5 dicembre 1970  | 1         |
| 5  | 12 dicembre 1970 | 1         |
| 6  | 19 dicembre 1970 | 1         |
| 7  | 26 dicembre 1970 | 1         |
| 8  | 2 gennaio 1971   | 1         |
| 9  | 9 gennaio 1971   | 1         |
| 10 | 16 gennaio 1971  | 3         |
| 11 | 23 gennaio 1971  | 5         |
| 12 | 30 gennaio 1971  | 5         |
| 13 | 6 febbraio 1971  | 5         |
| 14 | 13 febbraio 1971 | 5         |
| 15 | 20 febbraio 1971 | 5         |
| 16 | 27 febbraio 1971 | 8         |
| 17 | 6 marzo 1971     | 10        |

## Tracce
Lato A
1. Emozioni – 4:47 (testo: Mogol – musica: Lucio Battisti; edizioni musicali Acqua azzurra)

Lato B
1. Anna – 4:37 (testo: Mogol – musica: Lucio Battisti; edizioni musicali Acqua azzurra)